# Dyscophus
Dyscophus är ett släkte av groddjur. Dyscophus ingår i familjen Microhylidae.
Kladogram enligt Catalogue of Life:
| Dyscophus | \| \| Dyscophus antongilii \| \| \| \| \| \| Dyscophus guineti \| \| \| \| \| \| Dyscophus insularis \| \| \| \| |
|           | \| \| Dyscophus antongilii \| \| \| \| \| \| Dyscophus guineti \| \| \| \| \| \| Dyscophus insularis \| \| \| \| |
|           | Dyscophus antongilii                                                                                             |
|           | |
|           | Dyscophus guineti                                                                                                |
|           | |
|           | Dyscophus insularis                                                                                              |
|           | |